# Tinh thể học
Tinh thể học là ngành khoa học thực nghiệm nghiên cứu sự sắp xếp của các nguyên tử ở thể rắn. Thuật ngữ này trước đây được dùng để chỉ khoa học nghiên cứu về tinh thể.
Trước khi phát triển tinh thể học tia X, việc nghiên cứu các tinh thể chủ yếu dựa trên dạng hình học của các tinh thể. Nó liên quan đến việc đo đạc các góc và mặt của tinh thể so với các trục tinh thể theo lý thuyết (trục tinh thể học), và từ đó xác định dạng hình học của tinh thể. Để đo góc của tinh thể người ta dùng máy đo góc và vị trí của các mặt tinh thể trong không gian 3 chiều được vẽ trên lưới chiếu nổi như lưới Wulff hoặc lưới Lambert. Trên thực tế thì cực của mỗi mặt được vẽ trên lưới chiếu. Mỗi điểm này được đánh dấu một ký hiệu cùng với chỉ số Miller. Hình vẽ cuối cùng cho phép xác định dạng hình học của tinh thể cần xác định.
Các phương pháp tinh thể học hiện tại phụ thuộc vào việc phân tích các yếu tố nhiễu xạ phát ra từ mẫu khi chiếu các chùm tia sáng. Tia sáng không phải lúc nào cũng là bức xạ điện từ, tuy nhiên các tia X là lựa chọn phổ biến nhất. Trong một số trường hợp, người ta sử dụng điện tử hoặc neutron do nó có tính chất sóng hạt. Các nhà tinh thể học thường chỉ ra một cách rõ ràng kiểu chiếu sáng khi dùng phương pháp này như các thuật ngữ nhiễu xạ tia X, nhiễu xạ neutron và nhiễu xạ điện tử.
Ba kiểu bức xạ trên tương tác với mẫu vật theo nhiều cách khác nhau. Tia X tương tác với sự phân bố không gian của các điện tử hóa trị, trong khi các điện tử tích điện và sau đó phân bố lại điện tích trên cả hạt nhân nguyên tử và các điện tử xung quanh. Neutron bị tán xạ bởi hạt nhân nguyên tử qua các lực hạt nhân mạnh, nhưng thêm vào đó mômen từ của các neutron thì khác không. Vì thế, chúng cũng bị tán xạ bởi từ trường. Khi các neutron bị tán xạ từ các vật liệu chứa hydro, chúng tạo ra các dạng nhiễu xạ với độ ồn cao. Tuy nhiên, đôi khi vật liệu có thể được xử lý để thay thế hydro bởi deuterium. Do các dạng tương tác khác nhau này nên ba kiểu bức xạ này thích hợp cho các dạng nghiên cứu tinh thể học khác nhau.

## Lý thuyết
Ảnh của một vật được tạo ra khi ánh sáng được chiếu qua thấu kính của kính hiển vi. Tuy nhiên, bước sóng ánh sáng khả kiến (từ 4000 đến 7000 Å) lớn hơn gấp 3 lần chiều dài của các liên kết nguyên tử và kích thước nguyên tử (khoảng 1 đến 2 Å). Vì vậy, các thông tin đề cập về sự sắp xếp không gian của các nguyên tử đòi hỏi sử dụng bức xạ của các sóng ngắn hơn như tia X. Áp dụng các sóng ngắn hơn bao hàm việc dùng kính hiển vi và ảnh thực, tuy nhiên, do không tồn tại vật liệu mà thấu kính có thể tập trung loại bức xạ này có thể được tạo ra. (Các nhà khoa học đã đạt được những thành công trong việc tập trung tia X bằng các mảnh lăng kính Fresnel nhỏ được làm từ vàng, và sự phản xạ toàn phần bên trong các ống dài vát nhọn hai đầu.) Các chùm tia X bị nhiễu xạ không thể hội tụ để tạo ra các ảnh, vì thế cấu trúc mẫu phải được tái thiết lập từ các dạng nhiễu xạ. Các đỉnh nhọn trong các dạng nhiễu xạ tăng theo chu kỳ trong mẫu, đặc điểm này thường rất mạnh do hệ số phản xạ của một số photon từ một số ví dụ về cấu trúc tương tự cách nhau các khoảng điều đặng, trong khi các thành phần không mang tính chu kỳ của các cấu trúc tạo ra các đặc điểm nhiễu xạ khuếch tán (thường yếu).
Do các cấu trúc có tính lặp lại và có bậc cao, các tinh thể tạo ra các thể nhiễu xạ đốm thô (phản xạ Bragg), và là ý tưởng dùng để phân tích cấu trúc các chất rắn.